# Circandra serrata
Circandra serrata är en isörtsväxtart som först beskrevs av Carl von Linné, och fick sitt nu gällande namn av Nicholas Edward Brown. Circandra serrata ingår i släktet Circandra och familjen isörtsväxter. Inga underarter finns listade i Catalogue of Life.